# 普魯士的阿達爾貝特王子 (1811年—1873年)
普魯士的阿達爾貝特（德語：Adalbert von Preußen，1811年10月29日—1873年6月6日），普魯士的威廉王子和黑森-洪堡的瑪麗亞·安娜之子。1848年革命期間，阿達爾貝特參與了國民議會艦隊的建立。